# Murchison River (Indischer Ozean)
Der Murchison River ist ein Fluss im Westen des australischen Bundesstaates Western Australia.

## Geografie
Es ist der zweitlängste Fluss Westaustraliens. Der Murchison River entspringt auf der Südseite der Robinson Ranges in der Nähe von Peak Hill und rund 80 km nördlich der Stadt Meekatharra im trockenen Landesinneren. Im Kalbarri-Nationalpark am Unterlauf passiert er eine 80 km lange gewundene Schlucht namens Murchison Gorge, in der er fast das ganze Jahr über Wasser führt. Bei Kalbarri mündet der Murchison River in den Indischen Ozean.
Seine durchschnittliche jährliche Abflussmenge beläuft sich auf 193,5 Millionen Kubikmeter, etwas mehr als sechs Kubikmeter pro Sekunde. Nach Regenfällen oder Wirbelstürmen kann der Wasserstand bis zu sieben Meter ansteigen. Dann ergießt sich eine schmutzig-braune Flut kilometerweit sichtbar in den Indischen Ozean.

### Murchison Gorge
Am Unterlauf des Flusses, im Bereich des Kalbarri-Nationalparks, liegt die Murchison Gorge, eine enge Schlucht, die noch in fast naturbelassenem Zustand ist. Etliche Aussichtspunkte gewähren Ausblicke auf die Flussschleifen Z Bend und The Loop. Diese Schlucht ist nicht nur eine Attraktion für Touristen, sondern auch geologisch interessant. Dort tritt der Tamblagooda-Sandstein zu Tage, der reich an ordovizischen Fossilien ist.

### Ästuar und Mündung
Die letzten 18 km des Unterlaufs unterliegen dem Gezeiteneinfluss, sind also ein Ästuar. Dieser Abschnitt ist durch lange Sandbänke und viele Pools gekennzeichnet. Die Pools sind oft weniger als einen Meter tief. Bei geringem Abfluss dringt Meerwasser in das Ästuar ein und bringt Sediment mit, das sich in den Uferbereichen ablagert und den Flusskanal schmäler macht. Wegen der hohen Sedimentfracht und dem Aufwühlen durch Wind und Strömung ist das Wasser dort sehr trüb.
Die Flussmündung ist ein kleines Delta, das durch eine Sandbank fast ganz – bis auf einen kleinen Kanal – verschlossen ist. Dieser Kanal ist zwar ganzjährig offen, aber sehr seicht und schmal. Daher wird er regelmäßig aufgebaggert, um den Fischerbooten die Durchfahrt zu ermöglichen.

### Nebenflüsse mit Mündungshöhen
Der Murchison River hat folgende Nebenflüsse:
- Millidie Creek – 472 m
- Mount Fraser Creek – 465 m
- Ord River – 391 m
- Bedaburra Creek – 379 m
- Gould Creek – 372 m
- Whela Creek – 319 m
- Murrum Creek – 300 m
- Impey River – 291 m
- Roderick River – 283 m
- Sanford River – 257 m
- Coollarburloo Brook – 250 m
- Melia Creek – 247 m
- Yalgamine Creek – 215 m
- Shenton Gully – 177 m
- Mary Springs Creek – 177 m
- Croton Creek – 171 m
- Bungabandi Creek – 21 m
- Second Gully – 9 m

### Durchflossene Seen
Er durchfließt folgende Seen und Wasserlöcher:
- Oliba Pool – 392 m
- Colyeda Pool – 362 m
- Beringarra Pool – 354 m
- Chyrila Pool – 336 m
- Moolarah Pool – 316 m
- Indegardegarda Pool – 304 m
- Birrin Pool – 274 m
- Ten Mile Pool – 184 m
- Four Mile Pool – 180 m
- Mooliabatanya Pool – 30 m
- Wilgiamia Pool – 22 m
- Woonana Pool – 17 m
- Bully Pool – 12 m

## Geschichte
Seinen Namen erhielt der Fluss 1839 vom britischen Entdecker George Edward Grey, der ihn nach dem schottischen Geologen Roderick Murchison benannte.
Ästuar und Flussmündung dienten in den 1920er- und 1930er-Jahren als Erholungsgebiet für die Familien der Bergleute in den Galenitminen und während des Zweiten Weltkrieges gab es dort ein Ferienlager für Soldaten. 1951 wurde die Kleinstadt Kalbarri an der Flussmündung gegründet, die um 1990 eine Bevölkerungszahl von 2000 erreichte. 1963 wurde der Kalbarri-Nationalpark ausgewiesen. Seit 1994 überquert der North West Coastal Highway auf der Galena Bridge den Fluss.